# Polnischer Raum
Im Teilgebiet Topologie der Mathematik ist ein polnischer Raum ein separabler und vollständig metrisierbarer topologischer Raum.
Separable und vollständig metrisierbare topologische Räume werden zu Ehren der polnischen Mathematiker, die sich als erste mit ihnen beschäftigten (Sierpiński, Kuratowski, Tarski), polnisch genannt. Die Terminologie geht auf Nicolas Bourbaki zurück. Polnische Räume sind zentraler Untersuchungsgegenstand der deskriptiven Mengenlehre und spielen eine wichtige Rolle in der Maßtheorie, etwa im Zusammenhang mit Radon-Maßen.

## Definitionen
Ein topologischer Raum heißt polnischer Raum genau dann, wenn er 
1. vollständig metrisierbar ist und
2. separabel  ist.[3]

Eine äquivalente Definition ist:
Ein topologischer Raum heißt polnischer Raum genau dann, wenn er 
1. vollständig metrisierbar ist und
2. die Topologie eine abzählbare Basis besitzt.[1][4]

Eine topologische Gruppe, deren topologischer Raum ein polnischer Raum ist, nennt man polnische Gruppe.

## Beispiele
1. Jeder endliche oder abzählbar unendliche diskrete Raum ist ein polnischer Raum.
2. Für jedes {\displaystyle n} ist {\displaystyle \mathbb {R} ^{n}} mit seiner natürlichen Topologie ein polnischer Raum.
3. Allgemein ist jeder separable Banachraum versehen mit der durch seine Norm induzierten Topologie polnisch, etwa viele Funktionenräume wie die {\displaystyle L^{p}}-Räume, die Sobolev-Räume {\displaystyle W^{k,p}} oder die Folgenräume {\displaystyle \ell ^{p}} jeweils für endliches {\displaystyle p} oder gängige metrische Räume stetiger Funktionen.
4. Jeder kompakte metrisierbare Raum ist polnisch.
5. Allgemein ist jeder  lokalkompakte, metrisierbare Raum, welcher abzählbar im Unendlichen ist, ein polnischer Raum[5].
6. Das Produkt {\displaystyle \prod _{i\in I}X_{i}} von polnischen Räumen {\displaystyle X_{i}} (ausgestattet mit der Produkttopologie) bildet einen polnischen Raum, wenn die Indexmenge I endlich oder abzählbar ist.
7. Das cantorsche Diskontinuum ist ein polnischer Raum.
8. Die Menge der irrationalen Zahlen bildet einen polnischen Raum. In der üblichen ("euklidischen") Metrik (die durch {\displaystyle d(x,y)=|x-y|} definiert ist) sind die Irrationalzahlen zwar nicht vollständig; eine Folge von Irrationalzahlen, die gegen eine rationale Zahl konvergiert, ist zwar eine Cauchyfolge, aber hat im Raum der Irrationalzahlen keinen Grenzwert. Die Irrationalzahlen sind aber homöomorph zum Baire-Raum, dem Produkt {\displaystyle \mathbb {N} ^{\mathbb {N} }} von abzählbar vielen Kopien der natürlichen Zahlen. Explizit kann man eine vollständige Metrik auf den Irrationalzahlen so angeben: {\displaystyle d(x,y)={\tfrac {1}{n+1}}}, wenn die ersten {\displaystyle n} Terme der Kettenbruchentwicklung von {\displaystyle x} und {\displaystyle y} übereinstimmen, aber nicht der {\displaystyle n+1}-te Term.
9. Jeder abgeschlossene Unterraum eines polnischen Raums ist seinerseits ein polnischer Raum.
10. Ein Unterraum eines polnischen Raums ist seinerseits ein polnischer Raum dann und nur dann, wenn er eine Gδ-Menge ist, also die Schnittmenge abzählbar vieler offener Teilmengen in der gegebenen Topologie (Satz von Mazurkiewicz)[6].
11. Die polnischen Räume sind bis auf Homöomorphie genau die Gδ-Teilmengen des Hilbertwürfels {\displaystyle [0,1]^{\mathbb {N} }} [7][6].
12. Jeder polnische Raum ist Bild einer stetigen Surjektion aus dem Baire-Raum. Der Baire-Raum ist ebenso wie der Cantor-Raum effektiv.

## Effektive polnische Räume
Ein effektiver polnischer Raum ist ein polnischer Raum, der eine berechenbare Repräsentation besitzt. Derartige Räume sind Gegenstand der effektiven deskriptiven Mengenlehre und der konstruktiven Analysis.
Formal ist ein effektiver polnischer Raum ein polnischer Raum mit einer Metrik {\displaystyle d}, so dass es eine abzählbare dichte Menge {\displaystyle C=(c_{0},c_{1},\dotsc )} gibt, welche die folgenden zwei Relationen auf {\displaystyle \mathbb {N} ^{4}} berechenbar macht:
{\displaystyle P(i,j,k,m)\equiv d(c_{i},c_{j})\leq {\frac {m}{k+1}}}
{\displaystyle Q(i,j,k,m)\equiv d(c_{i},c_{j})<{\frac {m}{k+1}}}

## Lehrbücher
- Heinz Bauer: Maß- und Integrationstheorie. 2., überarbeitete Auflage. de Gruyter, Berlin 1992, ISBN 3-11-013626-0.
- Boto von Querenburg: Mengentheoretische Topologie. Springer, Berlin u. a. 1973, ISBN 3-540-06417-6.